# Cherier
Cherier ist eine französische Gemeinde mit 522 Einwohnern (Stand: 1. Januar 2022) im Département Loire in der Region Auvergne-Rhône-Alpes (vor 2016: Rhône-Alpes); sie gehört zum Arrondissement Roanne und zum Kanton Renaison. Die Einwohner werden Tuiliérands genannt.

## Geographie
Die Gemeinde Cherier liegt an der Quelle der Isable in den Monts de la Madeleine an der Grenze zum Département Allier, etwa 20 Kilometer westsüdwestlich von Roanne im Forez. Umgeben wird Cherier von den Nachbargemeinden Arcon im Norden, Villemontais im Nordosten und Osten, Saint-Jean-Saint-Maurice-sur-Loire im Osten und Südosten, Cremeaux im Süden, Saint-Just-en-Chevalet im Südwesten und Westen sowie La Tuilière im Westen.

## Bevölkerungsentwicklung
| Jahr                       | 1962 | 1968 | 1975 | 1982 | 1990 | 1999 | 2011 | 2022 |
| Einwohner                  | 703  | 647  | 595  | 542  | 482  | 445  | 490  | 522  |
| Quellen: Cassini und INSEE |      |      |      |      |      |      |      |      |

## Sehenswürdigkeiten

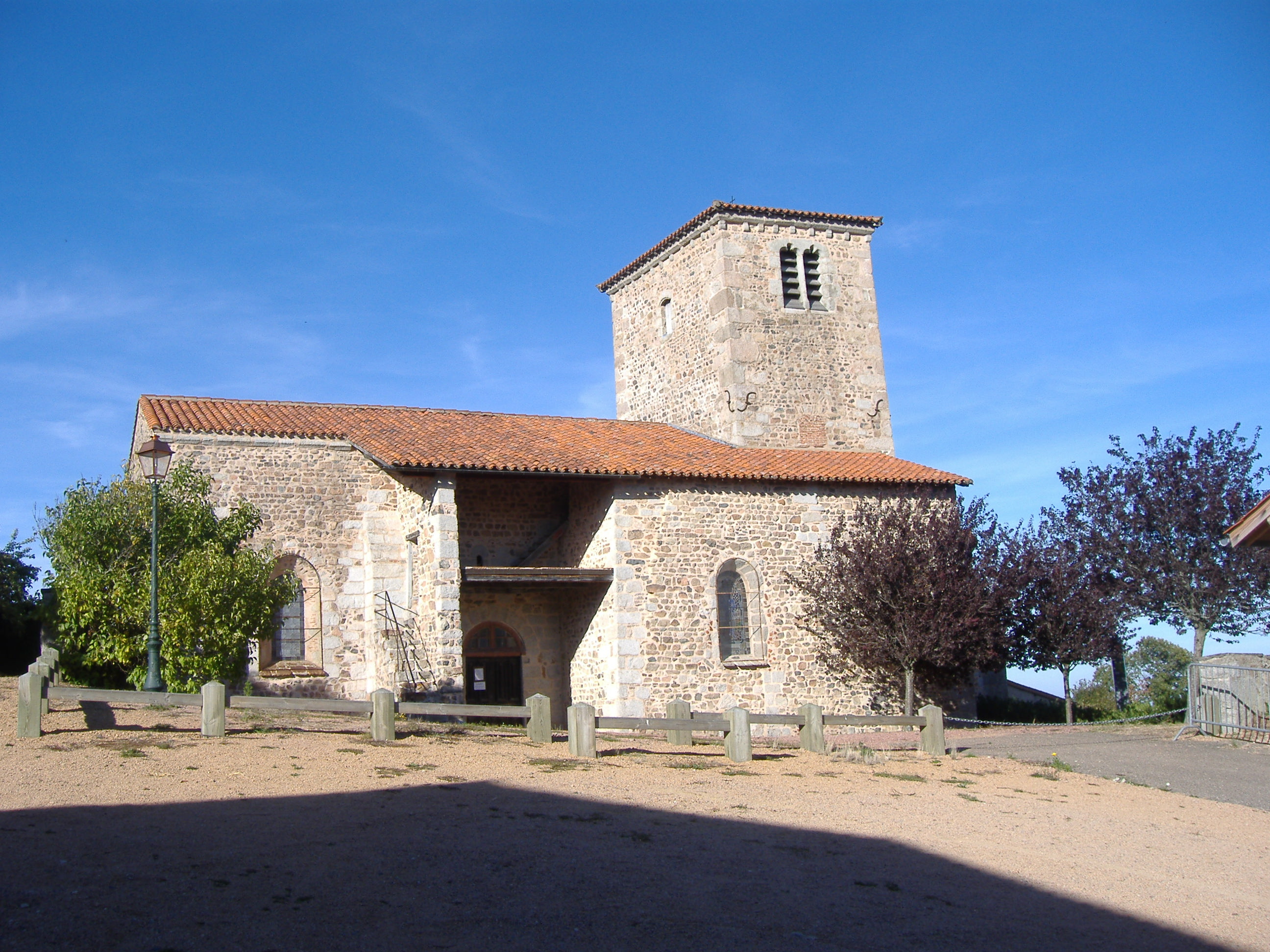
Kirche Sainte-Marie
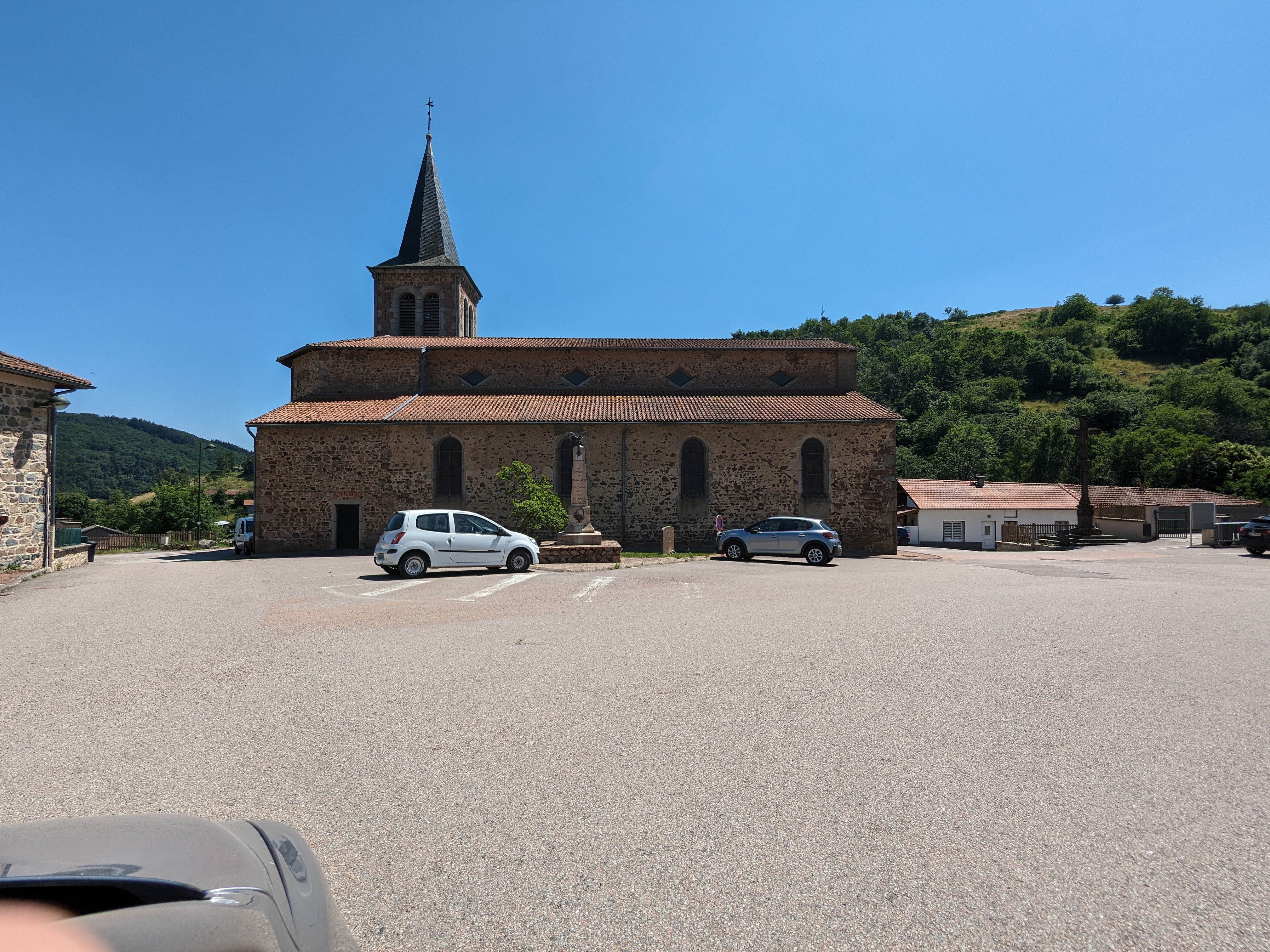
Kirche Saint-Barthélemy im Ortsteil Les Moulins
- Kapelle Notre-Dame-de-la-Salette

- Kirche Sainte-Marie
- Kirche Saint-Barthélemy